# Beyond (canción)
«Beyond» es una pieza instrumental de tres minutos interpretada por la banda británica the Moody Blues para su álbum de 1969, To Our Children's Children's Children, un álbum conceptual sobre viajes en el espacio. «Beyond» fue escrita por el baterista Graeme Edge. Fue la segunda canción instrumental compuesta por la banda. La primera fue «The Voyage» del álbum On the Threshold of a Dream.
En el álbum recopilatorio This Is The Moody Blues, la primera porción de la canción es añadida como sonido de fondo para el poema «The Word», originalmente publicada en In Search of the Lost Chord.

## Créditos
- Justin Hayward – guitarra eléctrica
- John Lodge – bajo eléctrico
- Mike Pinder – Mellotron
- Ray Thomas – flauta
- Graeme Edge – batería, percusión